# Mauretaniens regioner

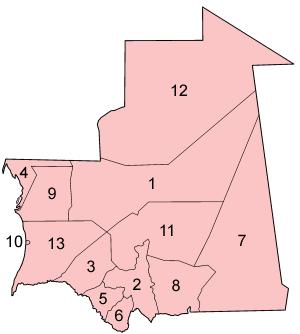
Mauretaniens regioner

Mauretanien är indelat i tolv regioner ("wilayas") och tre huvudstadsdistrikt (Nouakchott). Regionerna är i sin tur indelade i 44 departement ("moughataa"), som i sin tur är indelade i kommuner.
| Karta | Provins            | Huvudstad        | Yta (km²) | Folkmängd (2013) |
| ----- | ------------------ | ---------------- | --------- | ---------------- |
| 1     | Adrar              | Atar             | 235 000   | 62 658           |
| 2     | Assaba             | Kiffa            | 36 600    | 325 897          |
| 3     | Brakna             | Aleg             | 33 000    | 312 277          |
| 4     | Dakhlet Nouadhibou | Nouadhibou       | 23 090    | 123 779          |
| 5     | Gorgol             | Kaédi            | 13 600    | 335 917          |
| 6     | Guidimaka          | Sélibabi         | 10 300    | 267 029          |
| 7     | Hodh Ech Chargui   | Néma             | 182 700   | 430 668          |
| 8     | Hodh El Gharbi     | Aioun Al Atrouss | 53 400    | 294 109          |
| 9     | Inchiri            | Akjoujt          | 46 800    | 19 639           |
| 10    | Nouakchott-Nord    | Dar-Naim         | 306       | 366 912          |
| 10    | Nouakchott-Ouest   | Tevragh-Zeina    | 146       | 165 814          |
| 10    | Nouakchott-Sud     | Arafat           | 252       | 425 673          |
| 11    | Tagant             | Tidjikdja        | 98 340    | 80 962           |
| 12    | Tiris Zemmour      | Zouérat          | 252 900   | 53 261           |
| 13    | Trarza             | Rosso            | 67 800    | 272 773          |